# Malcolm McDowell
Malcolm McDowell (tên khai sinh: Malcolm John Taylor, sinh ngày 13 tháng 6 năm 1943) là một diễn viên người Anh, nổi tiếng với các vai diễn náo nhiệt và đôi khi là vai phản diện, với sự nghiệp kéo dài hơn bốn thập kỷ. Ông được đào tạo như một diễn viên tại Học viện Âm nhạc và Nghệ thuật kịch London.
McDowell được biết đến với những bộ phim gây tranh cãi If...., O Lucky Man!, Caligula and A Clockwork Orange, bộ phim ông được đề cử cho giải Quả cầu vàng cho vai diễn Alex DeLarge. Ông đã đóng các vai khác nhau trong các bộ phim và phim truyền hình thể loại khác nhau, bao gồm cả The Employer, Tank Girl, Franklin and Bash, Time After Time, Star Trek Generations, các bộ phim truyền hình Our Friends in the North, Entourage, Heroes, Metalocalypse. Ông đã lồng tiếng cho một số vai hoạt hình như Arkady Duvall trong Batman the Animated Series và như Metallo trong Superman The Animated Series và bộ phim hoạt hình Bolt. Ông đóng Tiến sĩ Sam Loomis trong bộ phim làm lại năm 2007 của Halloween. Ông xuất hiện trong video âm nhạc cho bài hát Slipknot 2009 "Snuff". Ông đọc bình luận cho bộ phim tài liệu The Compleat Beatles năm 1982. Ông đã nhận được một ngôi sao trên Đại lộ Danh vọng Hollywood vào năm 2012.